# Jackie Kelso
Jackie Kelso; eigentlich John Joseph Kelson Jr.; (* 27. Februar 1922 in Los Angeles; † 27. April 2012) war ein US-amerikanischer Jazz- und Rhythm-and-Blues-Musiker (Saxophone, Flöte, Klarinette).

## Leben und Wirken
Kelso studierte in den 1930er Jahren an Gray Conservatory und begann mit 15 Jahren seine Profikarriere im Orchester von Jerome Myart. In den 1940er Jahren spielte er bei C. L. Burke, Barney Bigard, Marshall Royal, Lucky Thompson, Kid Ory, Benny Carter, Benny Goodman, Lionel Hampton und Roy Milton. In den 1950er Jahren trat er auch mit Johnny Otis (Rock 'N Roll Hit Parade Volume 1), Billy Vaughan, Nelson Riddle, Bill Berry, Frank Capp-Nat Pierce Juggernaut, Ray Anthony, Bob Crosby und Duke Ellington auf.
1960 war er Mitglied der Studio-Instrumental-Rockband The Piltdown Men, der auch Tommy Tedesco angehörte. Zwischen 1964 und 1984 arbeitete er als Studiomusiker; dabei entstanden Aufnahmen u. a. mit Lalo Schifrin (Gone with the Wave, 1964), Quincy Jones, Johnny Rivers, Sarah Vaughan, José Feliciano, Bobby Bland, Hampton Hawes, Kris Kristofferson, Steely Dan, Mercer Ellington und Mink DeVille. Außerdem tourte er mit Lionel Hampton, Ellington und Billy Vaughan; er wirkte auch beim Konzert für Bangladesch mit. 1984 verließ er das Musikgeschäft, um zu reisen;  1986 wirkte er noch bei Little Richards Album Lifetime Friend mit, 1991 bei der Miles Davis/Michel-Legrand-Produktion Dingo. Er kehrte 1995 zu Auftritten mit dem Count Basie Orchestra zurück, dem er noch bis 1998 angehörte.

## Lexikalischer Eintrag
- Leonard Feather, Ira Gitler: The Biographical Encyclopedia of Jazz. Oxford University Press, New York 1999, ISBN 0-19-532000-X, S. 380.